# 内田すずめ
内田 すずめ（うちだ すずめ）は、日本の画家である。

## 作風
希望と絶望が同居した作品群である。 『私は魂の鳴き声に耳を傾ける。  救われたい救いたい、許されたい許したい、愛されたい愛したい。  それはどんなに絶望しても希望を見つけ出そうとする、生への欲望である。  私は諦めない。  いつか絶望が希望に抱き締められて空へ昇ることを。  素晴らしい日々を過ごしたと最後に思えることを。』
女性像、自画像を多く描いている。
『女性の描く女性像というのは、自分を投影するところが多く、自分の分身や、鏡としての意味合いが大きい気がします。』

## 人物
過去に拒食症になっている。その経験から幽霊画を制作した：「拒食と自爆」(紙、鉛筆、木炭/2014年)。『拒食症。死ぬほど食べたいのに太ることが怖くて食べられない。ならば小腸を食いちぎって栄養を吸収できない肉体にしよう。私があの頃死んでいたら、そんな幽霊になっていたはずだ。』とコメントしている。
コメントが怖い。「ゆびきり」という作品では『ゆびきりげんまん　嘘ついたら　あなたを殺して私も死ぬ』とコメントしている。
粉川江里子、山本大貴の絵画モデルを務めた。

## 展示・受賞

### 2017年
- 個展「内田すずめ展 －愛の星－」秋華洞（東京・銀座Xmasアートフェスタ参加）
- グループ展「ペルソナ展」美岳画廊（東京）
- コラボレーション「ヨウジヤマモトオム×内田すずめ」2018春夏パリコレクション
- 画集「美人画ボーダレス」（芸術新聞社）に掲載
- 文芸誌「文學界12月号」（文藝春秋）巻頭表現 掲載
- テレビ「BSフジ ブレイク前夜」出演

### 2016年
- 個展「内田すずめ展  ラストリゾート」美岳画廊（東京）
- 公募展「第2回ホキ美術館大賞展」ホキ美術館（千葉）
- グループ展「わたしの中の『デロリ』」秋華洞（東京）
- グループ展「NEO JAPONISM」あべのハルカス近鉄本店（大阪）
- 海外アートフェア「SINGAPORE ART APART FAIR 7th EDITION」すみれ画廊（東京）
- 第2回ホキ美術館大賞入選、公式図録vol.7に作品掲載
- 小説「邪し魔」(友成純一著・河出書房新社)に装画提供

### 2015年
- グループ展「真冬の幽霊画展」秋華洞（東京・銀座クリスマスアートフェスタ参加）
- グループ展「シブヤスタイルvol.9」西武渋谷美術画廊（東京）
- グループ展「現在幽霊画展」TAV GALLERY（東京）
- グループ展「わたしの中の村上春樹展」銀座ギャラリー枝香庵（東京）

### 2014年
- 個展「内田すずめ作品展　swan dive」美岳画廊（東京）
- 「幽霊画展2014」大賞受賞